# Adijabatski proces
Adijabatski proces (grč. ἀδıάβατος: koji se ne može prijeći) je termodinamički proces u kojem nema izmjene topline između sustava i okoline. Budući da se pri adijabatskom procesu ne povećava entropija, on je ujedno i izentropni. Za idealni plin adijabatsko smanjivanje obujma (volumena) rezultira zagrijavanjem, a širenje hlađenjem. Može se postići u toplinski izoliranim sustavima ili brzim odvijanjem procesa.
Naziv adijabatski doslovno označuje odsutnost prijenosa topline. Primjerice, adijabatska granica je granica koja je nepropusna za prijenos topline i za sustav se kaže da je adijabatski (ili toplinski) izoliran - izolacijski zid aproksimira adijabatsku granicu. Drugi je primjer temperatura adijabatskog plamena, koja predstavlja temperaturu koju bi dosegao plamen u odsutnosti gubitka topline prema okolini. Adijabatski proces koji je reverzibilan se također zove izentropičkim procesom.
Suprotni ekstrem - maksimalnog prijenosa (izmjene) topline s okolinom, uzrokujući konstantno održavanje temperature - je poznat kao izotermalni proces. Budući da je temperatura termodinamički konjugat entropije, izotermalni je proces konjugat adijabatskom procesu za reverzibilne transformacije. Transformacija termodinamičkog sustava se može smatrati adijabatskom kada je dovoljno brza da značajna količina topline nije izmijenjena između sustava i okoline. Adijabatski proces se također može zvati kvazistatičkim. Kao suprotnost, transformacija termodinamičkog sustava se može smatrati izotermalnom ako je dovoljno spora da temperatura sustava ostane konstantnom izmjenom topline s okolinom.

## Adijabata
Adijabata je krivulja koja opisuje promjene stanja sustava (tlaka i volumena) bez izmjene topline s okolinom, a matematički je opisana Poissonovom jednadžbom.

## Adijabatska temperatura izgaranja
Proces adijabatskog izgaranja podrazumijeva odsutnost bilo kakvih gubitaka topline u okolinu. Prema tome, sva se toplina izgaranja troši na zagrijavanje produkata izgaranja. Temperatura koju bi plinovi tada imali, naziva se adijabatska temperatura izgaranja. Kod procesa izgaranja, postoje dvije vrste adijabatske temperature izgaranja, ovisno o tome kako je proces završen, s konstantnim obujmom i s konstantnim tlakom. 
- Adijabatska temperatura izgaranja s konstantnim obujmom je temperatura koja je rezultat potpunog izgaranja, koja se pojavljuje bez ikakvog rada, prijenosa topline, te mijenjanja kinetičke i potencijalne energije.

- Adijabatska temperatura izgaranja s konstantnim tlakom, je temperatura koja je rezultat potpunog izgaranja, koja se pojavljuje bez prijenosa topline, te mijenjanja kinetičke i potencijalne energije. Ova je temperature niža od temperature u procesu s konstantnim obujmom, zato što se jedan dio energije troši na promjenu obujma (obavlja rad).

Pogrešno se misli da je adijabatska temperatura izgaranja maksimalna temperatura koja se može dobiti od danih kemijskih tvari, zato što prijenos topline između elemenata i nepotpuno izgaranje, smanjuje temperaturu izgaranja. Pokazalo se da neka goriva bogata acetilenom i metanom, mogu premašiti adijabatsku temperaturu izgaranja za par stotina ºC.